# خورخي نيفيس (لاعب كرة قدم برتغالي)
خورخي نيفيس هو لاعب كرة قدم برتغالي في مركز الوسط، ولد في 17 سبتمبر 1987 في مدينة فاطمة في البرتغال. لعب مع أونياو ليريا ونادي فاتيما.

## وصلات خارجية
- خورخي نيفيس (لاعب كرة قدم برتغالي) على موقع قاعدة بيانات كرة القدم.إي يو (الإنجليزية)
- خورخي نيفيس (لاعب كرة قدم برتغالي) على موقع Soccerway.com (الإنجليزية)